# Твін Пікс: Повернення
Твін Пікс: Повернення (англ. Twin Peaks: The Return) — американський телесеріал 2017 року, продовження культового телесеріалу «Твін Пікс» 1991—1992 року. Розглядається як третій сезон класичного серіалу. Сценаристами серіалу стали Девід Лінч і Марк Фрост, а режисером — Девід Лінч. У продовженні знялися як і актори з оригінального серіалу, так і нові персонажі на чолі з оригінальною зіркою Кайлом Маклакленом. Було знято 18 серій. Прем'єра відбулася 21 травня 2017 року на телеканалі Showtime. У грудні 2019 року критики Vulture назвали «Повернення» найкращим телесеріалом 2010-х років, а Cahiers du cinéma — найкращим телесеріалом десятиліття.

## Синопсис
Через 25 років після закінчення оригінального серіалу спеціальний агент ФБР Дейл Купер залишається в пастці Чорного Вігваму та готує своє повернення у світ. Тим часом двійник Купера, який є вмістилищем злого духа Боба, вільний у реальному світі та вплутаний у різні злочинні дії разом із Реєм і Дар'єю. Він намагається запобігти своєму власному неминучому поверненню до Чорного Вігваму. Одного разу Купер серед червоних простирадл Вігвама зустрічає дерево, яке говорить, що для того, щоб повернутися в реальний світ, йому доведеться знайти Боба, гостя всередині свого двійника, і повернути його. Після цієї зустрічі Купер переживає свого роду психічний делірій, наприкінці якого він міняється місцями з іншим своїм двійником, страховим агентом Дугласом «Дугі» Джонсом.
Основна історія переплітається з багатьма підсюжетами, в яких залучені старі та нові персонажі серіалу. Повідомлення від «Дами з поліном» спонукало шерифа Твін Пікса відновити розслідування подій, пов'язаних із вбивством у 1989 році королеви краси Лори Палмер. Загадкове вбивство бібліотекаря в Бакгорні (Південна Дакота) привертає увагу заступника директора ФБР Гордона Коула і його колег.

## Акторський склад
Твін Пікс
| Актор               | Роль                                                                          |
| ------------------- | ----------------------------------------------------------------------------- |
| Кайл Маклаклен      | агент Дейл Купер допельгангер Купера Дуглас «Дугі» Джонс Річард тульпа Купера |
| Медхен Емік         | Шеллі Бріггс                                                                  |
| Дена Ешбрук         | заступник шерифа Боббі Бріггс                                                 |
| Фібі Августин       | Ронетт Пуласкі                                                                |
| Річард Беймер       | Бенджамін Горн                                                                |
| Гія Карідес         | Ганна                                                                         |
| Вінсент Кастелланос | Федеріко                                                                      |
| Майкл Сера          | Воллі «Брандо» Бреннан                                                        |
| Джоан Чень          | Джозі Паккард                                                                 |
| Кенді Кларк         | Доріс Трумен                                                                  |
| Скотт Коффі         | Трік                                                                          |
| Кетрін Коулсон      | Маргарет Лантерман «Леді з поліном»                                           |
| Грейс Вікторія Кокс | Шарлотта                                                                      |
| Джен Д'Арсі         | Сільвія Горн                                                                  |
| Ерік Да Ре          | Лео Джонсон                                                                   |
| Ана де ла Регера    | Наталі                                                                        |
| Г'ю Діллон          | Том Пейдж                                                                     |
| Імон Феррен         | Річард Горн                                                                   |
| Шерілін Фенн        | Одрі Горн                                                                     |
| Скай Феррейра       | Елла                                                                          |
| Роберт Форстер      | шериф Френк Трумен                                                            |
| Марк Фрост          | Сиріл Понс                                                                    |
| Воррен Фрост        | доктор Вілл Гейворд                                                           |
| Бальтазар Гетті     | Ред                                                                           |
| Гаррі Гоаз          | заступник шерифа Енді Бреннан                                                 |
| Грант Гудів         | Волтер Лоуфорд                                                                |
| Андреа Гейс         | Гайді                                                                         |
| Гері Гершбергер     | Майк Нельсон                                                                  |
| Майкл Горс          | заступник шерифа Томмі «Яструб» Гілл                                          |
| Калеб Лендрі Джонс  | Стівен Бернет                                                                 |
| Ешлі Джадд          | Беверлі Пейдж                                                                 |
| Девід Патрік Келлі  | Джеррі Горн                                                                   |
| Пайпер Лорі         | Кетрін Мартелл                                                                |
| Джейн Леві          | Елізабет                                                                      |
| Пеггі Ліптон        | Норма Дженнінгс                                                               |
| Джеймс Маршалл      | Джеймс Герлі                                                                  |
| Еверетт Макгілл     | Ед Герлі                                                                      |
| Кларк Міддлтон      | Чарлі                                                                         |
| Джек Ненс           | Піт Мартелл                                                                   |
| Вальтер Олькевич    | Жак Рено Жан-Мішель Рено                                                      |
| Кіммі Робертсон     | Люсі Бреннан                                                                  |
| Венді Робі          | Надін Герлі                                                                   |
| Род Роуленд         | Чак                                                                           |
| Аманда Сайфред      | Ребекка «Беккі» Бернет                                                        |
| Гаррі Дін Стентон   | Карл Родд                                                                     |
| Шарлотта Стюарт     | Бетті Бріггс                                                                  |
| Джессіка Зор        | Рене                                                                          |
| Расс Темблін        | доктор Лоуренс Джейкобі                                                       |
| Джоді Телен         | Меггі                                                                         |
| Лорен Тьюїс         | сусідка Герстен                                                               |
| Алісія Вітт         | Герстен Гейворд                                                               |
| Кароліна Видра      | Хлоя                                                                          |
| Шарлін Ї            | Рубі                                                                          |
| Грейс Забріскі      | Сара Палмер                                                                   |

Представники уряду
| Актор            | Роль                                |
| ---------------- | ----------------------------------- |
| Кріста Бель      | спеціальний агент Теммі Престон     |
| Річард Чемберлен | Білл Кеннеді                        |
| Лора Дерн        | Даян Еванс                          |
| Девід Духовни    | голова штабу ФБР Деніс Брайсон      |
| Джей Фергюсон    | спеціальний агент Рендалл Гедлі     |
| Мігель Феррер    | спеціальний агент Альберт Розенфілд |
| Девід Лінч       | заступник директора ФБР Гордон Коул |

Лас-Вегас
| Актор              | Роль                                |
| ------------------ | ----------------------------------- |
| Алон Абутбул       | Head Mover                          |
| Джо Адлер          | Роджер                              |
| Джим Белуші        | Бредлі Мітчум                       |
| Джон Біллінгслі    | доктор Бен                          |
| Ронні Джин Блевінс | Томмі                               |
| Вес Браун          | Даррен                              |
| Джонні Койн        | бухгалтер                           |
| Девід Дастмалчян   | Піт Босс Воррік                     |
| Джеремі Девіс      | Джиммі                              |
| Ерік Едельштейн    | детектив «Смайлі» Фуско             |
| Джон Енніс         | людина біля ігрового автомата       |
| Джош Фейдем        | Філ Бісбі                           |
| Ребекка Філд       | інша мама                           |
| Патрік Фішлер      | Дункан Тодд                         |
| Мег Фостер         | касир                               |
| Пірс Ганьон        | Сонні Джим Джонс                    |
| Гейлі Ґейтс        | мати, що вживала наркотики          |
| Бретт Гельман      | супервайзер Бернс                   |
| Айві Джордж        | 5-річна дівчинка                    |
| Роберт Кнеппер     | Родні Мітчум                        |
| Девід Кокнер       | детектив Д. Фуско                   |
| Джей Ларсон        | водій лімузина                      |
| Белліна Логан      | лікарка                             |
| Джош Макдермітт    | Розумник                            |
| Дон Мюррей         | Бушнелл Маллінз                     |
| Сара Пекстон       | Candy Shaker                        |
| Лінда Портер       | Леді, залежна від ігрових автоматів |
| Єлена Сатіне       | Ронда                               |
| Джон Севедж        | детектив Кларк                      |
| Емі Шілз           | Кенді                               |
| Том Сайзмор        | Ентоні Сінклер                      |
| Боб Стівенсон      | Френк                               |
| Ітан Саплі         | Білл Шейкер                         |
| Сабріна Сазерленд  | служителька Джекі                   |
| Наомі Воттс        | Джейні-І Джонс                      |
| Нафесса Вільямс    | Джейд                               |

Південна Дакота
| Актор                | Роль                  |
| -------------------- | --------------------- |
| Джейн Адамс          | Констанс Телбот       |
| Брент Бріско         | детектив Дейв Макклей |
| Бейлі Чейз           | детектив Дон Гаррісон |
| Ніл Діксон           | Джордж Бауцер         |
| Корнелія Гест        | Філліс Гастінгс       |
| Ніколь ЛаЛіберт      | Дар’я                 |
| Дженніфер Джейсон Лі | Шанталь Гатченс       |
| Меттью Ліллард       | Вільям Гастінгс       |
| Береніс Марло        | француженка           |
| Джеймс Моррісон      | наглядач Дуайт Мерфі  |
| Крістофер Мюррей     | офіцер Олсон          |
| Макс Перліх          | Генк                  |
| Тім Рот              | Гері «Гатч» Гатченс   |

Інші
| Актор               | Роль                       |
| ------------------- | -------------------------- |
| Фібі Августин       | американська дівчина       |
| Моніка Белуччі      | в ролі себе                |
| Девід Боуї          | Філіп Джеффріс             |
| Дон С. Девіс        | майор Гарленд Бріггс       |
| Шеріл Лі            | Лора Палмер                |
| Джой Неш            | міс Дідо                   |
| Френк Сільва        | кіллер Боб                 |
| Ел Стробел          | Філіп Майкл Джерард / Майк |
| Карел Стрюкен       | пожежник                   |
| Рей Вайз            | Ліланд Палмер              |
| Майкл Біспінг       | охоронець                  |
| Бенджамін Розенфілд | Сем Колбі                  |
| Мейделін Зіма       | Трейсі Барберато           |
| Каллен Дуглас       | диск-жокей                 |
| Ксоло Марідуенья    | хлопчик                    |
| Френк Коллісон      | Медді                      |
| Дерек Мірс          | Ренцо                      |
| Франческа Іствуд    | офіціантка Крісті          |
| Шеріл Лі            | Керрі Пейдж                |

Джоан Чен, Ерік Да Ре, Пайпер Лорі, Джек Ненс, Девід Боуї, Дон С. Девіс, Френк Сільва з'явилися лише в архівних сценах. Кетрін Коулсон, Воррен Фрост, Джек Ненс, Марвін Розанд, Мігель Феррер, Девід Боуї, Дон С. Девіс та Френк Сільва померли до прем'єри серіалу.